# イサベル・フェルナンダ・デ・ボルボン
イサベル・フェルナンダ・フランシスカ・ホセフィーナ・デ・ボルボン・イ・ボルボン＝ドス・シシリアス（Isabel Fernanda Francisca Josefina de Borbón y Borbón-Dos Sicilias, 1821年5月18日 - 1897年5月8日）は、スペインの王族、スペイン王女（Infanta de España）。イサベル2世女王の従姉、義姉。

## 生涯
スペイン王フェルナンド7世の末弟であるカディス公フランシスコ・デ・パウラと、その妻で両シチリア王フランチェスコ1世の娘であるルイサ・カルロータの間の第2子、長女として生まれた。パリのオワゾー修道院（Couvent des Oiseaux）の女子寮に預けられていたが、16歳の時にポーランド人亡命貴族で馬術教師のイグナツィ・グロフスキ伯爵（Ignacy Wenzel Gurowski, 1812年 - 1887年）とブリュッセルへ駆け落ちし、スキャンダルを引き起こした。2人は1841年6月26日、ドーヴァーにおいて結婚し、間に8人の子女をもうけた。
1846年にイサベル・フェルナンダの弟フランシスコ・デ・アシースが従妹の女王イサベル2世と結婚すると、ベルギーの貴族社会はイサベル・フェルナンダを無視することはできなくなり、宮廷社交界へ迎えられた。しかし王女が見境なく様々な場に出向いたことで、逆にゴシップの種をまく結果となった。1854年、夫や子供たちとともにスペインへの帰国を許された。次男のフェルナンド（1848年 - 1875年）は初代ボンダー・レアル侯爵（I marqués de Bondad Real）に叙せられたが、未婚で死去したため1代で断絶した。

## 子女
夫グロフスキ伯爵との間に5男3女の8人の子女をもうけた（姓はポーランド語名で、名前はスペイン語名で記す）。
- マリア・ルイサ・グロフスカ（1842年 - 1877年） - 1865年、Vicente Bertran Derret de Lisと結婚
- カルロス・グロフスキ（1846年）
- マリア・イサベル・グロフスカ（1847年 - 1925年） - 1870年、Charles Allen-Perkinsと結婚
- フェルナンド・グロフスキ（1848年 - 1875年） - 初代ボンダー・レアル侯爵
- カルロス・グロフスキ（1854年 - 1856年）
- アウグスト・グロフスキ（1855年）
- ルイス・グロフスキ（1856年）
- マリア・クリスティーナ・グロフスカ（1860年 - 1901年） - 1876年、第2代トランコソ子爵バルトロメウ・ヒラルデスと結婚